# Daylam Meddah
Pour les articles homonymes, voir Meddah.
Daylam Meddah, né le 6 octobre 2002 à Montivilliers, est un footballeur français, qui joue au poste de défenseur central ou milieu défensif au Pau FC.

## Biographie
Daylam Meddah naît à Montivilliers en Seine-Maritime, dans une famille d'origines algériennes et marocaines. Il commence le football à l'Entente sportive du Mont-Gaillard. À l'âge de dix ans, Meddah rejoint les équipes de jeunes du Havre AC, avec qui il signe son premier contrat professionnel d'une durée de trois saisons en 2019. Il ne dispute cependant aucune minute avec l'équipe première du HAC, ne comptabilisant que douze rencontres avec la réserve, principalement en National 3.
En 2021, Meddah quitte le club havrais un an avant la fin de son contrat pour rejoindre l'Angers SCO, avec qui il ne joue aussi uniquement en équipe réserve en National 2. Il fait tout de même trois apparitions dans le groupe professionnel en Ligue 1 au mois de janvier 2022,.
En juin 2022, il rejoint le FC Sochaux-Montbéliard pour trois saisons. Il dispute six rencontres de Ligue 2 lors de la saison 2022-2023, et est notamment exclu après treize minutes de jeu lors d'une rencontre contre le Dijon FCO. Fin juillet 2023, Meddah résilie son contrat avec le club doubiste, en proie à des difficultés financières qui le mèneront à sa relégation administrative en National.
Le 2 août 2023, il rejoint le Stade Malherbe Caen avec qui il signe un contrat de trois saisons,. Il fait preuve de polyvalence pour ses premiers matchs avec Caen, puisqu'il est aligné aux postes de défenseur central, de latéral droit ou gauche, ou encore de milieu défensif.
Le 3 février 2025, dernier jour du mercato hivernal, Meddah est prêté avec option d'achat au Pau FC jusqu'à la fin de la saison. Blessé dès son premier match, il parvient néanmoins à s’imposer comme titulaire au sein de la défense paloise durant la seconde partie de la saison 2024-2025. Il dispute sept rencontres, dont six comme titulaire, évoluant aussi bien en défense centrale que sur les côtés.
Au début de la saison 2025-2026, il s’engage définitivement avec le Pau FC en signant un contrat de deux ans. L’arrivée d’Anthony Briançon conduit toutefois le staff béarnais à le repositionner au poste de milieu défensif.